# Anders Sørensen Vedel

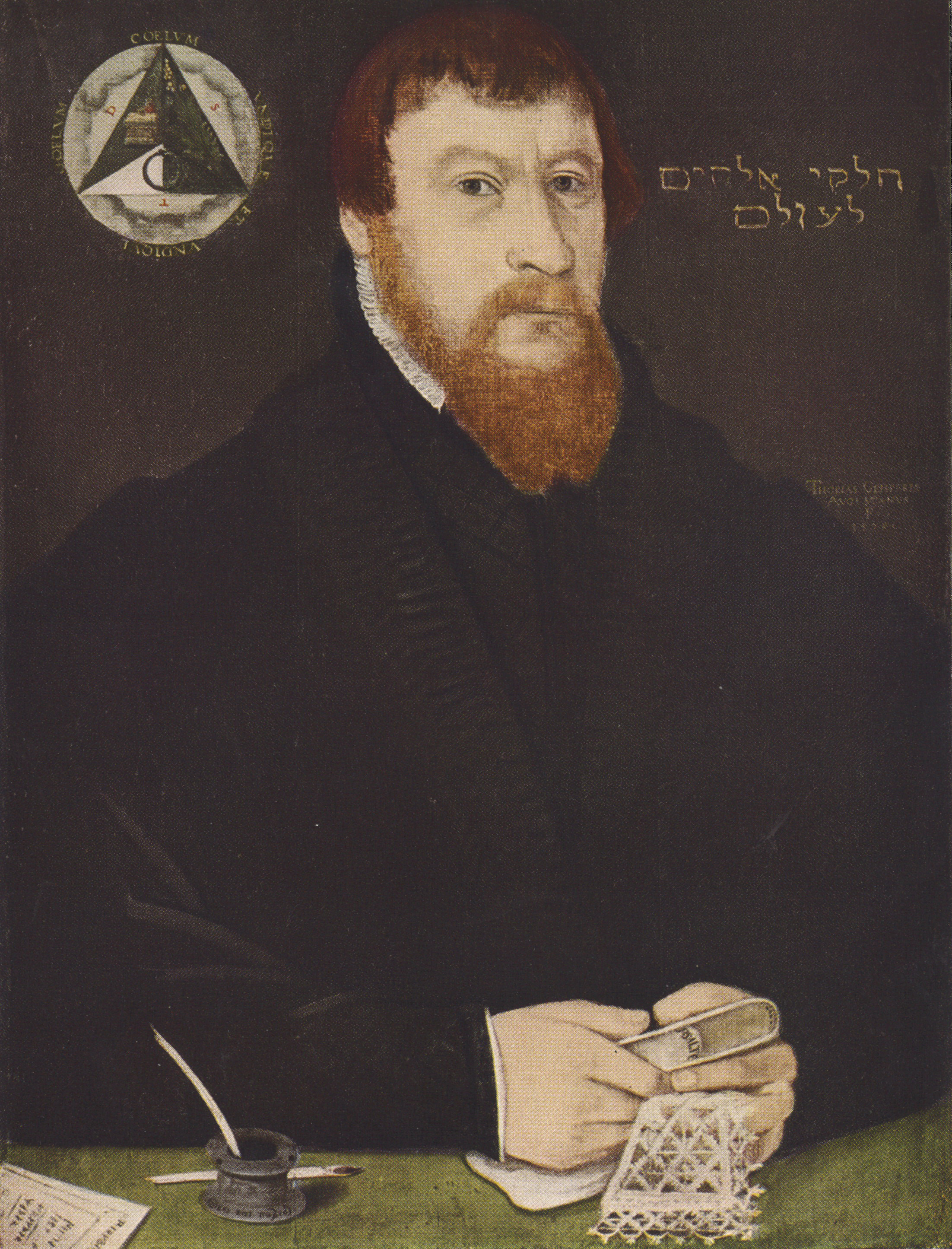
Anders Sørensen Vedel

Anders Sørensen Vedel (Vejle, 9 november 1542 - 13 februari 1616) was een Deens priester, historiograaf en vertaler. Hij vertaalde de Gesta Danorum van Saxo Grammaticus in het Deens, en publiceerde in 1591 de invloedrijke Hundredvisebogen.

## Biografie

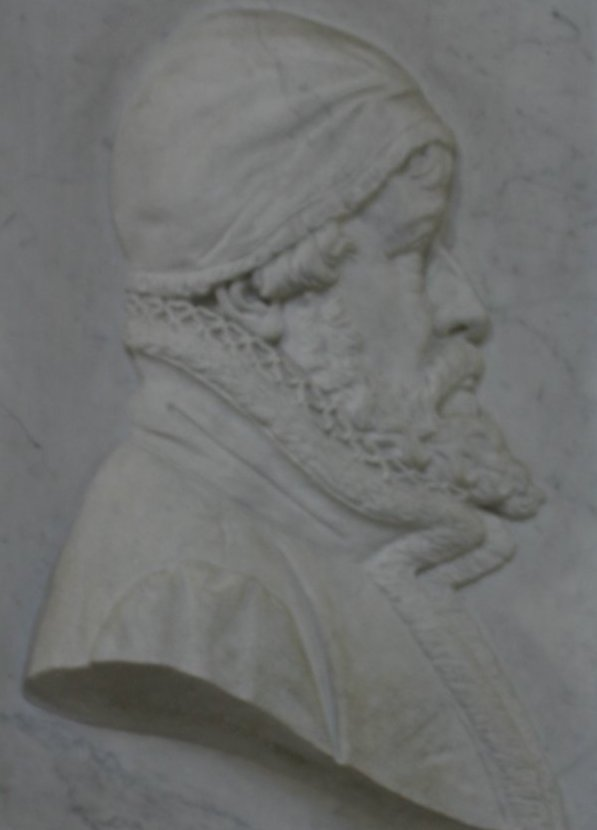
Reliëf van Vedel in de Dom van Ribe.

Het laatste deel van Anders Sørensen Vedels naam is afgeleid van zijn geboortestad. Toen Anders Sørensen 14 jaar was ging hij in Ribe onderwijs volgen, waarna hij het in 1561 naar de Universiteit van Kopenhagen ging. In 1562 was hij de privéleraar van Tycho Brahe toen die een reis door Europa maakte, en raakte sterk met hem bevriend. In 1565 begon Sørensen aan een studie in het Duitse Wittenberg, waarna hij in 1568 tot priester aan het Kasteel van Kopenhagen werd benoemd. Leidinggevende politici als Christoffer Valkendorf, Bjørn Andersen, Arild Huitfeldt Johan Friis en Peder Oxe bewonderden hem vanwege zijn historische kennis en vonden hem de aangewezen persoon om Christiern Pedersens vertaling naar het Deens van de in het Latijn geschreven Gesta Danorum af te maken. In 1575 publiceerde hij zijn vertaling onder de titel Den danske Krønicke.
In 1584 werd Sørensen benoemd tot historiograaf van de koning, en kreeg ter ondersteuning een prelatuur. Hij nam zich voor de Deense kroniek in een uitgave van tweeëntwintig boeken voort te zetten, maar moest deze taak in 1594 tegen zijn zin overdragen aan Niels Krag omdat hij door allerlei omstandigheden de taak niet zelf aankon.
Het grootste deel van Sørensens werk is verloren gegaan tijdens de grote brand van Kopenhagen in 1728. De Hundredvisebogen uit 1591 - die bestaat uit een honderdtal Deense balladen en die mede dankzij Sophia van Mecklenburg-Güstrow werd gepubliceerd - bleef echter bewaard, en vormde later een van de kennisbronnen voor de geschiedenis van de Deense literatuur.